# Torneo Godó 2008
Torneo Godó 2008 — тенісний турнір, що проходив на кортах з твердим покриттям у місті Барселона, Іспанія з 28 квітня . Належав до категорії International Series Gold, був турніром серії Відкритий чемпіонат Барселони з тенісу 2008 року.

## Фінальна частина

### Одиночний розряд
Рафаель Надаль —  Давид Феррер 6–1, 4–6, 6–1

### Парний розряд
Боб Браян /  Майк Браян —  Маріуш Фирстенберг /  Марцин Матковський 6–3, 6–2